# جهودبيجار (مقاطعة فومن)
جهودبيجار (بالفارسية: جهودبیجار) هي قرية تقع في غيلان في إيران. يقدر عدد سكانها بـ 130 نسمة بحسب إحصاء 2016.